# Лазерний двигун
Лазерний реактивний двигун — ракетний двигун в якому робоче тіло може бути отримане шляхом випаровування твердого матеріалу або розігріву газу лазерним променем.
Використовуваний для розгону лазер найчастіше розташовується поза літальним апаратом. При розташуванні лазера в початковій точці руху основною проблемою під час переміщення на великі відстані стає гальмування апарата в кінцевій точці маршруту.
Цей тип двигуна ефективніше використовувати у вакуумі, де відсутнє розсіювання лазерного променя атмосферою.
Американські розробники на початку 90-х вважали, що лазерний двигун повинен знизити собівартість виведення вантажів на орбіту за рахунок того, що лазер, як основне джерело енергії, використовується багаторазово на відміну від ракет-носіїв. Російські дослідники відзначають як перевагу можливість відмови від використання окисника.
Лазерні двигуни, що використовують інші рушії, також, як правило, використовують зовнішній відносно об'єкта лазер для передавання енергії.
Зокрема «лазерним» двигуном можна вважати комбінацію зовнішнього розгінного лазера з розташованим на апараті «вітрилом» зі спеціального матеріалу.
2007 року група японських вчених на чолі з Хідекі Окамурою розробила модель малопотужного двигуна, в якому рух надається металевому диску шляхом його нагрівання лазерним променем. Лазер зеленого кольору з довжиною хвилі 532 нм нагріває метал, що призводить до його розширення і виникнення на поверхні швидких пружних хвиль, які рухаються навколо центру кільця. При зіткненні з віссю, на якій знаходиться диск, він починає обертатися.

## Історія
1972 року у виданні «Astronautics and Aeronautics» було опубліковано роботу Артура Кантровиця «Propulsion to Orbit by Ground Based Lasers», в якій пропонувалося змінити сам підхід до запуску космічних апаратів. Замість побудови великих і менш ефективних ракет було запропоновано використовувати потужні лазери для запуску невеликих супутників.
З 1986 року ряд робіт з проблем, пов'язаних з лазерними двигунами, опублікував американський фізик Джордін Кер, що працював за грантом NASA .

## Проєкти
Lightcraft — спільний проєкт ВВС США і NASA, що проводився в 1990-х роках за концепцією запропонованою Лейком Мірабо з Політехнічного інституту Ренселера. Як робоче тіло в експериментальних моделях використовувалося нагріте лазерним променем атмосферне повітря. Промінь передавався на літальний апарат з лазера, розташованого на поверхні Землі. Експерименти проводилися на полігоні Вайт-Сендз авіабази Райт-Паттерсон. 2000 року експериментальна модель розміром близько 12 сантиметрів досягла висоти 71 метр. Пізніше професором Мірабо було засновано компанію Lightcraft Technologies, що продовжує розробку лазерних реактивних двигунів.
АКЛРД (Аерокосмічний лазерний реактивний двигун) — проєкт, створений і в 2005-му році запатентований групою вчених з Науково-дослідного інституту оптико-електронного приладобудування (НДІ ОЕП) на чолі з Ю. Резунковим. Було створено макет двигуна і проведено експерименти з демонстраційного польоту оснащеного ним апарата загальною масою 150 грамів. За даними Конструкторського бюро хімавтоматики (КБХА) розробка лазерного ракетного двигуна ведеться КБХА з 2002 року спільно з НДІ ОЕП і Дослідницьким центром ім. М. В. Келдиша.
DEEP-IN — проєкт, що розробляється групою вчених (UCSB Experimental Cosmology Group) Каліфорнійського Університету в Санта-Барбарі за програмою NASA. Передбачається використання системи мікролазерів для розгону плоского літального апарата, здатного здійснювати міжзоряні перельоти на швидкостях, що наближаються до світлових. За розрахунками авторів проєкту такий апарат зможе подолати відстань до Альфи Центавра за 20 років.